# باول هيجارتي (لاعب كرة قدم)
باول هيجارتي (بالإنجليزية: Paul Hegarty)‏ (25 يوليو 1954 بإدنبرة في المملكة المتحدة - ) هو مدرب كرة قدم ولاعب كرة قدم بريطاني في مركز قلب الدفاع. شارك مع منتخب اسكتلندا لكرة القدم. أما مع النوادي، فقد لعب مع دندي يونايتد وسانت جونستون وهاميلتون أكاديميكال وفورفار أثلتيك ‏ ورابطة كرة القدم الاسكتلندية الحادية عشر ‏.

## مسيرته الكروية
لعب باول هيجارتي خلال مسيرته الاحترافية مع 4 أندية في واحد وعشرون موسمًا وسجل خلالها 71 هدفًا ضمن 614 مباراة. ولم يفز بأي موسم بالكأس وفاز في موسم واحد بالدوري.
خاض باول هيجارتي مسيرته مع نادي هاميلتون أكاديميكال في موسم 1972–73 ولمدة موسمين، مشاركًا في 67 مباراة سجل خلالها 17 هدفًا. ثم انتقل إلى نادي دندي يونايتد في موسم 1974–75 ليلعب معه ستة عشر موسمًا، حيث شارك في 493 مباراة سجل خلالها 52 هدفًا. لينتقل بعدها إلى نادي سانت جونستون في موسم 1989–90 لمدة موسم واحد، مشاركًا في 14 مباراة سجل خلالها هدفًا واحدًا. ثم انتقل إلى فورفار أثلتيك ‏ في موسم 1990–91 ولمدة موسمين، مشاركًا في 40 مباراة سجل خلالها هدفًا واحدًا أيضًا.

## وصلات خارجية
- باول هيجارتي على موقع قاعدة بيانات كرة القدم.إي يو (الإنجليزية)
- باول هيجارتي على موقع ناشيونال فوتبول تيمز (الإنجليزية)
- باول هيجارتي على موقع Soccerbase.com (مدرب) (الإنجليزية)